# Anita Sarkeesian
Anita Sarkeesian, född 15 augusti 1983 i Toronto, är en kanadensisk-amerikansk feminist, mediakritiker och bloggare. 2009 grundade hon organisationen Feminist Frequency, som debatterar popkultur och media utifrån genus, sexualitet och rasism.
Feminist Frequency har bland annat skapat serien Tropes vs. Women, i vilken Sarkeesian diskuterar stereotypa kvinnoroller i datorspel.

## Feminist Frequency
2009 började Sarkeesian göra videobloggen Feminist Frequency med en lånad kamera, för att utforska popkultur från ett feministiskt perspektiv. Idag är Feminist Frequence en icke vinstdrivande stiftelse. 

### Tropes vs. Women
2012 lanserade Sarkeesian en Kickstarterkampanj för projektet Tropes vs. Women in Video Games, som skulle utforska "fem vanliga och återkommande kvinnliga stereotyper i datorspel". I samband med kampanjen utsattes Sarkeesian för omfattande trakasserier.
Media skrev utförligt om kampanjen och trakasserierna. Uppmärksamheten ledde till en debatt om näthat och misogyni i spelvärlden, och till att Sarkeesian fick in över 150 000 dollar för att driva projektet, vilket långt överträffade det ursprungliga målet på 6 000 dollar. 
Den ursprungliga planen var att göra 5 videor, men tack vare den större budgeten gjordes till slut 12 avsnitt. Efter attackerna och den kraftiga överfinansieringen av projektet valde Sarkeesian dock att omplanera videorna och kraftigt fördjupa dem inom de olika områden de skulle behandla. I slutändan pågick serien i fram till 2017, blev totalt 4 timmar och 50 minuter utslaget på två säsonger på 8 videor vardera samt 5 bonusvideor. 

### Ordinary Women
2016 lanserade Feminist Frequency crowdfundingkampanjen Ordinary Women: Daring to Defy History för en videoserie om historiska kvinnor. Kampanjen var ett svar på påståendet att kvinnor haft en tillbakadragen roll i historien, och seriens fem avsnitt handlade om anarkisten Emma Goldman, piratkaptenen Ching Shih, matematikern Ada Lovelace, författaren Murasaki Shikibu, och journalisten Ida B. Wells.

### The FREQ Show
The FREQ Show startade 2017, och är en uppföljare till Tropes vs. Women, men diskuterade all popkultur, inte bara spel. Showens första avsnitt sändes den 4 maj 2017, och handlar om Whitewashing i Hollywood.

## Biografi, framträdanden och erkännanden
Sarkeesian föddes 1984 i Toronto, och har en kandidatexamen från California State University i kommunikationsvetenskap och en master från York University.
2012 talade Sarkeesian på TedxWomen i Washington D.C., om trakasserier, nätmobbning och webbcommunities.
I augusti 2013 var Sarkeesian huvudnumret på spelkonferensen ”Jämställdhet i spelutveckling” i Stockholm, ett kompetensutvecklingsprojekt anordnat av Dataspelsbranschen och Kulturkraft Stockholm. 
2014 kopplades attackerna mot henne samman med Gamergate-kontroversen.
Den 29 oktober 2014 intervjuades Sarkeesian på den amerikanska tv-showen The Colbert Report. Under programmet diskuterades trakasserierna under GamerGate och hur datorspel kan göras mer inkluderande. Sarkeesian pratade om att spel ofta presenterar kvinnor på ett sätt som "förstärker den kulturella myten att kvinnor är sexuella objekt" och berättade att hennes mål inte är att censurera spel utan att öka medvetenheten om hur kvinnor kan porträtteras mer realistiskt, och hur stereotyper kan undvikas.
2015 utnämnde tidningen TIME Sarkeesian till en av världens 100 mest inflytelserika.
2015 utsågs hon till hedersdoktor vid universitetet The New School i New York. 
Den 6 december 2016 tog Sarkeesian emot Pingvinpriset i Stockholm.
Den 13 maj 2017 talade Sarkeesian på Geek Girl Meetup i Stockholm.